# Brigita Langerholc

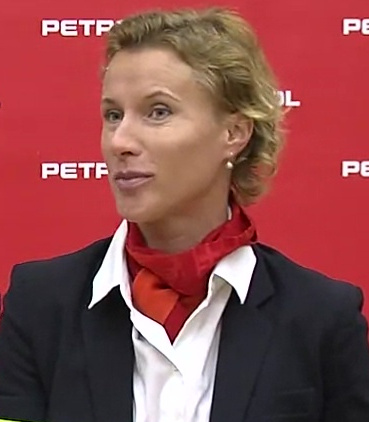
Brigita Langerholc (2012)

Brigita Langerholc (* 23. Juli 1976 in Kranj) ist eine ehemalige slowenische Leichtathletin. Sie war Olympiavierte und gewann eine Silbermedaille bei Mittelmeerspielen.

## Sportliche Karriere
Die 1,71 Meter große Brigita Langerholc startete für AK Triglav in Kranj. Während ihres Studiums an der University of Southern California trat sie für deren Sportteam die USC Trojans an. Sie gewann von 1996 bis 2008 zehn slowenische Meistertitel im 400-Meter-Lauf. Im 800-Meter-Lauf siegte sie viermal.
Bei den Junioreneuropameisterschaften 1993 belegte Langerholc den siebten Platz über 400 Meter. Zwei Jahre später bei den Junioreneuropameisterschaften 1995 wurde sie Fünfte. Ebenfalls den fünften Platz erreichte sie bei den U23-Europameisterschaften 1997.
Ab 1999 war Langerholc international stärker auf den 800-Meter-Lauf konzentriert. Auf dieser Strecke gewann sie bei der Universiade 1999 in Palma de Mallorca die Silbermedaille hinter der Russin Julia Taranowa. Bei den Weltmeisterschaften in Sevilla schied sie im Halbfinale aus. Im Jahr darauf bei den Olympischen Spielen 2000 in Sydney erreichte sie das Finale über 800 Meter und lief in 1:58,51 Minuten als Vierte ins Ziel, hatte aber über anderthalb Sekunden Rückstand auf die Medaillenränge. Vier Tage später verbesserte die slowenische 4-mal-400-Meter-Staffel mit Meta Macus, Brigita Langerholc, Jolanda Batagelj und Saša Prokofijev den slowenischen Landesrekord auf 3:35,00 Minuten, verfehlte den Finaleinzug aber um fast neun Sekunden.
2001 schied Langerholc bei den Weltmeisterschaften in Edmonton bereits im Vorlauf aus, 0,09 Sekunden fehlten ihr für den Einzug ins Halbfinale. Drei Wochen später gewann sie die Goldmedaille bei der Universiade in Peking mit einer halben Sekunde Vorsprung. Weitere elf Tage später im 800-Meter-Finale bei den Mittelmeerspielen in Tunis erlief sie die Silbermedaille hinter der Marokkanerin Seltana Aït Hammou. 2002 bei den Europameisterschaften in München schied Langerholc im Halbfinale aus, Europameisterin wurde ihre Landsfrau Jolanda Čeplak-Batagelj. Ein Jahr später kam für Langerholc auch bei den Weltmeisterschaften in Paris/Saint-Denis das Aus im Halbfinale.
2005 bei den Mittelmeerspielen in Almería belegte Langerholc den vierten Platz mit einer halben Sekunde Rückstand auf die Dritte. 2006 erreichte sie das Finale bei den Europameisterschaften in Göteborg und belegte in 1:59,30 Minuten den fünften Platz. 2007 lief sie auch bei den Halleneuropameisterschaften in Birmingham ins Finale und erreichte das Ziel als Sechste. Im Sommer bei den Weltmeisterschaften in Osaka stellte sie im Halbfinale ihre persönliche Bestzeit auf. Im Endlauf belegte sie in 1:58,52 Minuten den fünften Platz. 2008 bei den Olympischen Spielen in Peking lief Langerholc im Halbfinale als Siebte exakt zwei Minuten.

## Bestleistungen
(Angaben nach World Athletics)
- 400-Meter-Lauf: 52,02 Sekunden am 14. August 2000 in Ljubljana
- 800:Meter-Lauf: 1:58,41 Minuten am 26. August 2007 in Osaka (bei den Weltmeisterschaften)